# Oligopolie
Een oligopolie (uit de Griekse woorden oligos(ὀλιγοσ) 'weinig' en polein(πολειν) 'verkopen')  is een situatie waarin een economisch product of dienst door slechts een paar grote aanbieders wordt aangeboden.
Meestal wordt een markt als oligopolie beschouwd wanneer de C-index (concentratiegraad of marktaandeel van de grootste marktpartijen) van de 4 grootste aanbieders binnen de branche groter is dan 70%. (C4>70) Er is dan volgens de Eerste Kamer (2009) sprake van een verhoogde concentratiegraad. Alternatief: de 6 grootste fabrikanten nemen gezamenlijk ongeveer 50% van de totale verkoop voor hun rekening. De meest voorkomende oligopolies zijn heterogeen; dit zijn meestal, in de perceptie van de doelgroep, sterk aan elkaar verwante substituten. Is dit niet het geval, zijn de substituten exact hetzelfde, dan is de oligopolie homogeen. Oligopolies zijn een economisch natuurverschijnsel.

## Voorbeelden
Voorbeelden van oligopolies zijn veel te vinden in de markten waarmee grote kapitalen of diepgaande kennis gemoeid is. Voorbeelden zijn de staalindustrie, het bankwezen, de computermarkt, de vliegtuigindustrie, de oliemarkt, energie, onderwijs, huisvesting, media, telefonie, supermarkten en internet. De markt van de spelconsoles is een heel toepasselijk voorbeeld van een oligopolie. Een voorbeeld van C6-oligopolie is de auto-industrie: er zijn ruim 50 verschillende merken, maar de 6 grootste autofabrikanten Toyota, General Motors, Volkswagen, Ford, Renault, en Nissan nemen gezamenlijk ongeveer 50% van alle autoverkopen voor hun rekening en de resterende 44 fabrikanten nemen samen de andere helft van de markt voor hun rekening. De meerderheid van autofabrikanten is dus klein. Ook de markt van de Nederlandse zorgverzekeraars is een voorbeeld van een oligopolie, omdat ruim 90 procent van de Nederlanders bij de vier grootste zorgverzekeraars verzekerd zijn. En ander voorbeeld is de biermarkt, waarbij in 2014 ongeveer 40% van de wereldwijde biermarkt in handen was van de drie grootste bedrijven.

## Kenmerken
Een kenmerk van oligopolie is dat de markt sterk onderhevig is aan verandering. Besluit Philips bijvoorbeeld de prijs van de Philishave te verlagen, dan zal Braun dat merken aan de afzet van zijn scheerapparaten. Dit kan zelfs overslaan naar de afzet van Wilkinson en Gillette (dit zijn heterogene substituten, minder verwant aan de Philishave dan de apparaten van Braun).
Een goede tactiek is daarom een eerste vereiste. Als Coca Cola de prijzen verlaagt, kan het bedrijf tegenacties verwachten van Pepsi, waardoor Coca Cola uiteindelijk slechts zijn eigen inkomsten bederft. Marktstrategie is dus belangrijk, omdat prijsverlagingen slecht kunnen zijn voor het eigen bedrijf. Dit kan voorkomen worden door meer marketing, bijvoorbeeld reclame om zich toe te spitsen op belangrijke doelgroepen.

## Concurrentie en oligopolie
Er kan gesteld worden dat binnen de marktvorm oligopolie sprake is van de felste concurrentie tussen de weinige aanbieders binnen de bedrijfstak. Immers, er zijn maar weinig spelers en zij kunnen elkaar gemakkelijk in de gaten houden. De consument kan ook de tarieven en verdere voorwaarden die de aanbieders hanteren gemakkelijk vergelijken: het zijn er toch maar weinig. Bij een zuiver monopolie is geen sprake van concurrentie. De monopolist is prijszetter en dient zich zo nodig van stay-out-pricing te bedienen om potentiële toetreders te weren. Bij volledig vrije mededinging: vele aanbieders die maar een klein deel van de markt in handen hebben is de aanbieder enkel hoeveelheidsaanpasser. Men kan de prijs niet zelf bepalen, want dat gebeurt door het zogenaamde marktmechanisme. Hiertussen bevindt zich het oligopolie: Enkelecaanbieders strijden met elkaar om het marktaandeel. Deze aanbieders zullen voortdurend competitie met elkaar voeren en -anders dan de monopolist- innoverend moeten werken om zich te blijven onderscheiden. Hiertoe is een goede marketingstrategie van levensbelang. Bij een oligopolie is het bij uitstek van belang dat de aanbieder zijn klanten vasthoudt, bijvoorbeeld met kortingen, en probeert nog wat meer van zijn goederen of diensten te verkopen. Dit alles om te voorkomen dat de consument naar de concurrent vertrekt.

## Kartelvorming
Omdat er slechts een paar aanbieders zijn, kan er kartelvorming ontstaan; zoals de meeste vormen van samenspel is dit vaak illegaal, want men bederft de marktwerking. Kartelvorming wordt soms bestreden door de mededingingsautoriteiten. In de Europese Unie zijn dit de Europese Commissie en nationale mededingingsautoriteiten, zoals de ACM in Nederland. Kartelvorming is enkel toegestaan wanneer de bedrijven kunnen bewijzen dat de samenwerking in het voordeel van de consument is. Ook zullen ze moeten kunnen aantonen dat dit de enige oplossing was. Een voorbeeld van illegale prijsafspraken: de bierbrouwers Heineken, Grolsch en Bavaria kregen in 2007 een boete van 274 miljoen euro opgelegd voor het maken van prijsafspraken. Boetes voor kartelvorming kunnen tot 10% van de jaaromzet van het bedrijf gaan.

## Prisoners dilemma
In een oligopolie zal een individuele aanbieder zijn prijzen niet snel verhogen: hij dreigt zich 'uit de markt' te prijzen omdat de andere aanbieders goedkoper blijven. Dit kan leiden tot een zekere prijsstarheid. Aanbieders zullen toch hun gestegen kosten aan de consument willen doorberekenen. Om deze reden kunnen aanbieders binnen een bepaalde bedrijfstak, bijvoorbeeld bouwbedrijven, samenspannen en alle besluiten hun prijzen te verhogen. Er is al gauw sprake van een prijskartel en de gemaakte afspraken kunnen in strijd met de Mededingingswet zijn. Juridisch zijn de afspraken niet afdwingbaar. Verhoogt een aanbieder (zoals afgesproken) zijn prijzen, dan moet hij voortdurend in de gaten houden of de anderen dat ook doen. Volgen de anderen deze prijsverhoging niet, dan dreigt de ondernemer marktaandeel te verliezen omdat hij zijn klanten ziet wegvloeien naar de (goedkopere) concurrenten die hun prijzen op het oude niveau lieten.

## Ontstaan
Oligopolies ontstaan door toetredingsbarrières zoals schaalvoordelen. Bij een stijgend productievolume daalt de gemiddelde kostprijs. Vaste kosten zoals de bouw van een fabriek worden omgeslagen over de totale productie. Bij een stijgende omzet dalen de vaste kosten per product. Andere barrières zijn patenten, beperkte toegang tot grondstoffen, en gelimiteerde beschikbaarheid van financieel kapitaal.

## Biologische oligopolie
Charles Darwin had al opgemerkt dat de minderheid van biologische soorten algemeen, en de meerderheid der soorten zeldzaam zijn. Dit verschijnsel treedt op bij ecologische concurrenten, dus soorten die ongeveer dezelfde voedselbronnen gebruiken. Wanneer men het aantal individuen per soort in een histogram weergeeft krijgt men een karakteristieke curve ("hollow curve" of: "power law").